# Буда (Жирятинский район)
Буда — деревня в Жирятинском районе Брянской области, в составе Воробейнского сельского поселения. 
 Расположена в 6 км к западу от села Воробейня. Население — 274 человека (2010).
В деревне имеется сельская библиотека.

## История
Впервые упоминается в начале XVIII века как существующее селение, до 1781 года входила в Почепскую (1-ю) сотню Стародубского полка. С 1761 — владение Разумовских (казачьего населения не имела).
С 1782 по 1918 гг. в Мглинском повете, уезде (с 1861 — в составе Воробейнской волости); в 1918—1929 гг. — в Почепском уезде (Воробейнская, с 1924 — Балыкская волость). В 1880-х гг. была открыта школа грамоты.
С 1929 года — в Жирятинском районе, а при его временном расформировании (1932—1939, 1957—1985 гг.) — в Почепском районе. С 1919 до 1930-х гг. и в 1946—1954 являлась центром Буд(н)янского сельсовета (включал части Воробейнского и Норинского сельсоветов).